# 2367 Praha
2367 Praha eller 1981 AK1 är en asteroid i huvudbältet som upptäcktes den 8 januari 1981 av den tjeckiske astronomen Antonín Mrkos vid Kleť-observatoriet i Tjeckien. Den är uppkallad efter den då tjeckoslovakiska huvudstaden Prag.
Asteroiden har en diameter på ungefär 5 kilometer.